# Rosa drosocalyx
Rosa drosocalyx är en tvåhjärtbladiga växtart som beskrevs av Dalla Torre och Ludwig von Sarnthein. Rosa drosocalyx ingår i släktet rosor, och familjen rosväxter. Inga underarter finns listade i Catalogue of Life.